# Гросмајшајд
Гросмајшајд (њем. Großmaischeid) општина је у њемачкој савезној држави Рајна-Палатинат. Једно је од 62 општинска средишта округа Нојвид. Према процјени из 2010. у општини је живјело 2.369 становника. Посједује регионалну шифру (AGS) 7138023.

## Географски и демографски подаци
Гросмајшајд се налази у савезној држави Рајна-Палатинат у округу Нојвид. Општина се налази на надморској висини од 280 метара. Површина општине износи 15,5 km². У самом мјесту је, према процјени из 2010. године, живјело 2.369 становника. Просјечна густина становништва износи 153 становника/km².